# Ariz (Moimenta da Beira)
Ariz ist ein Ort und eine ehemalige Gemeinde (Freguesia) im portugiesischen Kreis Moimenta da Beira. Die Gemeinde hatte 107 Einwohner (Stand 30. Juni 2011).
Am 29. September 2013 wurden die Gemeinden Ariz, Pêra Velha und Aldeia de Nacomba zur neuen Gemeinde União das Freguesias de Pêra Velha, Aldeia de Nacomba e Ariz zusammengeschlossen.

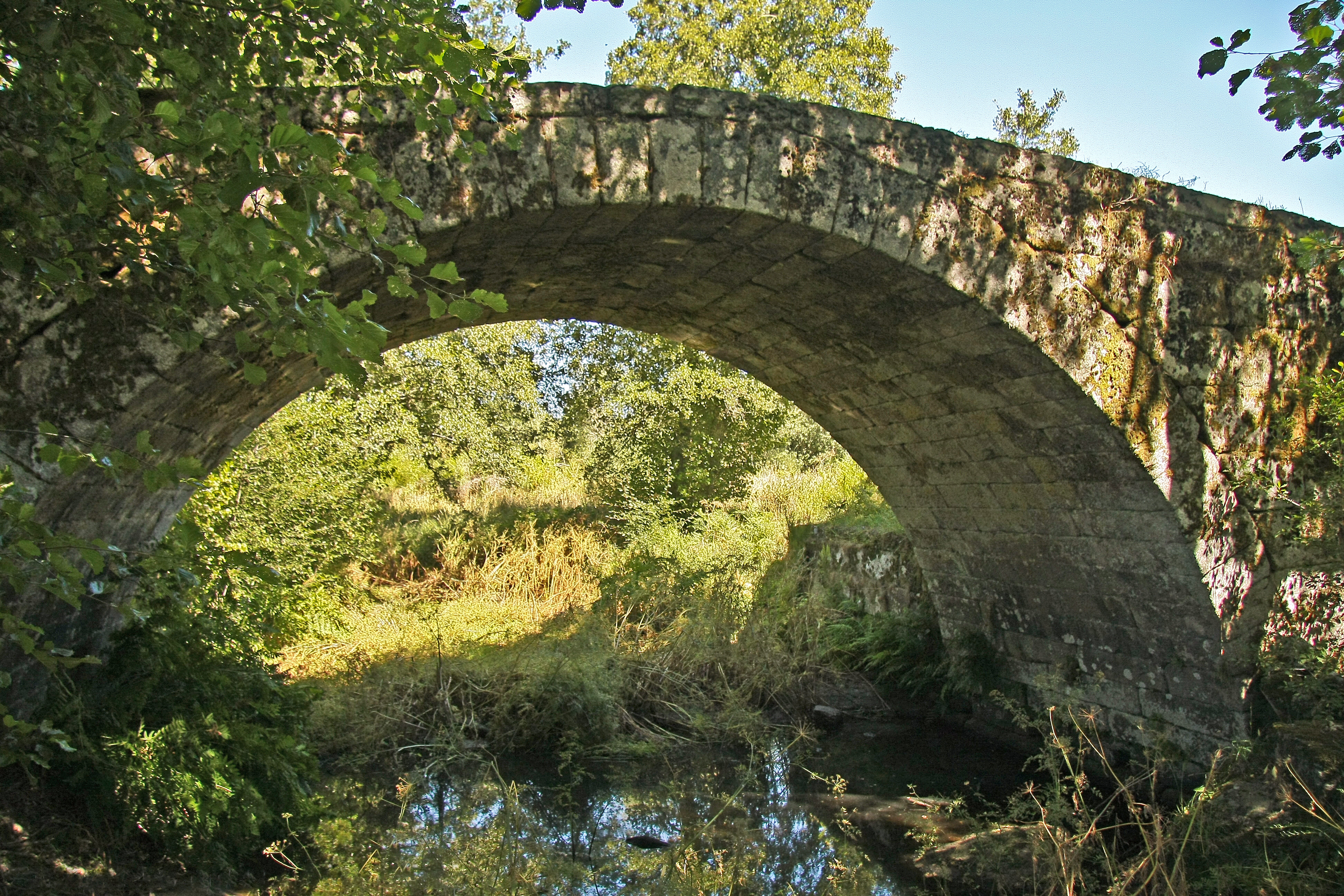
Römerbrücke von Ariz